# بورگالتروف
بورگالتروف (به فرانسوی: Bourgaltroff) یک کمون در فرانسه است که در Canton of Dieuze واقع شده‌است.

## خصوصیات
بورگالتروف ۹٫۷۵ کیلومترمربع مساحت و ۲۸۲ نفر جمعیت دارد و ۲۴۰ متر بالاتر از سطح دریا واقع شده‌است.